# Аркадий (Карпинский)
Епи́скоп Арка́дий (в миру Арка́дий Константи́нович Карпи́нский; 26 января 1851, Новоград-Волынск — 17 (30) августа 1913, Новгородская губерния) — епископ Русской православной церкви, епископ Рязанский и Зарайский.

## Биография
Родился 26 января 1851 года в Новоград-Волынске Волынской губернии в семье священника.
Обучался в Дерманском духовном училище, затем в Волынской духовной семинарии, которую окончил в 1873 году.
28 июня 1877 году окончил Московскую духовную академию со степенью кандидата богословия.
Ему предоставили право преподавать в любой из Духовных семинарий, со степенью магистра, и при этом не держать нового устного экзамена. В 1879—1889 годы преподавал пространный катехизис и литургику (в 1881—1885 также географию) в 3-м и 4-м классах Клеванского (бывш. Дерманского) духовного училища.
В сентябре 1879 году устроил общежитие для епархиально-коштных учеников, 1 ноября 1879 году открыл больницу для учащихся, привёл в порядок и пополнил библиотеку. По ходатайству собрания преподавателей Клеванского духовного училища от 10 сентября 1881 г. А. К. Карпинскому была объявлена благодарность, утверждённая резолюцией архиепископа Волынского Димитрия (Муретова).
В 1879 года указом Сената утверждён в чине надворного советника, в 1883 году — коллежского советника, в 1887 году — статского советника.
В 1884—1889 годы — председатель строительного комитета Клеванского духовного училища. В 1888 году устроил при училище храм.
В начале 1887 года — овдовел.
Указом Святейшего Синода от 5 сентября 1889 года назначен на должность инспектора Могилёвской духовной семинарии, одновременно преподавал Священное Писание в 5-м классе семинарии.
В 1891—1893 годы — ректор Могилёвской духовной семинарии.
20 марта 1893 году в Вознесенской крестовой церкви епископ Могилёвским Иринеем (Ордой) пострижен в монашество с наречением имени Аркадий в честь преподобного Аркадия Константинопольского. 21 марта рукоположён во иеродиакона, 25 марта — во иеромонаха.
С 20 марта по 6 сентября 1893 года — член Могилёвского епархиального училищного совета, с 25 октября 1893 по май 1895 года — председатель совета.
Решением Синода от 6 сентября 1893 года назначен ректором Волынской духовной семинарии, но через месяц вновь утверждён ректором Могилёвской духовной семинарии.
17 октября возведён в сан архимандрита и возглавил Епархиальный училищный совет.
С 26 мая 1895 года — ректор Новгородской духовной семинарии, с 14 июня — настоятель Антониева Римлянина новгородского монастыря. Исполнял обязанности цензора Новгородских епархиальных ведомостей. Являлся товарищем председателя совета Новгородского епархиального братства Святой Софии.
16 сентября 1896 года был назначен епископом Балахнинским, викарием Нижегородской епархии, настоятелем нижегородского Печерского монастыря. Хиротонисан 6 октября в Свято-Троицком Соборе Александро-Невской Лавры.
16 октября 1896 Всемилостивейше пожалован полным архиерейским облачением и митрою из Кабинета Его Императорского Величества.
Являлся председателем Нижегородского епархиального училищного совета, нижегородских епархиальных братств Св. креста и Св. благоверного великого князя Георгия.
С 9 ноября 1897 года — епископ Туркестанский и Ташкентский.
С 19 мая 1898 по 22 февраля 1903 года действительный член императорского Палестинского православного общества. С 11 ноября 1901 года — председатель Туркестанского епархиального комитета Православного миссионерского общества.
По просьбе епископа Аркадия, Св. Синод дозволил коренным жителям края, мусульманам посещать в их национальных костюмах православные храмы во время богослужений, «если от сего не предвидится, по каким-либо обстоятельствам, возможности соблазна или нарушения благопристойности».
Попечением Аркадия в епархии было открыто 22 новых прихода, 20 церковно-приходских школ, благоустроен мужской Иссык-Кульский монастырь, 19 сентября 1901 года женская Ташкентская Николаевская община получила статус общежительного монастыря — первой в Туркестане женской обители.
18 декабря 1902 года назначен епископом Рязанским и Зарайским.
В годы русско-японской войны неоднократно выступал инициатором сбора пожертвований на нужды фронта.
В июле 1906 года освобождён от управления епархией на 2 месяца в связи с болезненным состоянием. 1 октября отпуск был продлён на 1 месяц. Указом Синода от 3 ноября 1906 года уволен на покой в Валдайский Иверский монастырь.
Скончался 17 августа 1913 года в Валдайском Иверском монастыре.